# سترة بيضاء
السترة البيضاء؛ أو العالم في رجل حرب، هو الكتاب الخامس للكاتب الأمريكي هرمان ملفيل، نُشر لأول مرة في لندن في عام 1850. يعتمد الكتاب على خدمة ملفل التي تبلغ مدتها أربعة عشر شهرًا في البحرية الأمريكية، على متن الفرقاطة يو إس إس نيفيرسينك (في الواقع يو إس إس الولايات المتحدة).

## نظرة عامة
تنتقد الرواية بشدة كل جانب من جوانب الحياة البحرية الأمريكية تقريبًا، استنادًا إلى تجارب ملفيل بصفته بحارًا معروف على متن فرقاطة يو إس إس الولايات المتحدة منذ عام 1843 وحتى عام 1844بالإضافة إلى القصص التي أخبره البحارة الآخرون إياها، وبالتالي تعتبر مؤلفًا من أكثر أعمال ملفيل حدةً سياسيةً. كان الشيء الوحيد الذي ركز عليه الصحفيون والسياسيون حول هذه الرواية هو الوصف الرسومي للتعذيب بواسطة الجلد والأهوال الناجمة عن استخدامه التعسفي؛ كانت رواية السترة البيضاء فعالةً في إلغاء الجلد في بحرية الولايات المتحدة الأمريكية إلى الأبد؛ وفي الحقيقة، حصل ذلك بسبب حرص «هاربر وبروز» على وصول الكتاب إلى يدي كل عضو من أعضاء الكونغرس. يعترف الباحثون في كتابات ملفيل أيضًا بالعدد الهائل من التشابهات بين رواية السترة البيضاء ورواية بيلي باد، ويعتبرون رواية السترة البيضاء مصدرًا ثريًا للتفسيرات المحتملة لرواية بيلي باد.
تأخذ الرواية عنوانها من الثوب الخارجي الذي تميّزت به شخصيتها الرئيسية نفسها على ظهر السفينة؛ مع الوثائق الموجودة في متناول أيدينا، تحتاج الشخصية الرئيسية إلى هذه السترة من أجل إكمال الدوران حول كيب هورن؛ ولكن بسبب تقنين القطران على مستوى السفينة، فإنها تُحرم من تحقيق رغبتها في وضع القطران على الجزء الخارجي من السترة أي جعلها عازلةً للماء. تختبر الشخصية الرئيسية تجربتين قريبتين من الموت بسبب هذا الأمر؛ الأولى عندما يستلقي البطل بين الأشرعة في الجزء العلوي الرئيسي من السفينة، وتبدأ سترته بالتشابك مع المواد المحيطة بها، حتى يكاد يُنشر البطل مع الشراع الرئيسي؛ المرة الثانية، بعد أن يُرمى خارج السفينة عندما كان يلف حبال الراية، فيترتب عليه خلع السترة لتجنب الغرق. يخطئ زملاؤه في إنقاذ السترة المُهملة بعد أن خلعها البطل، وذلك من أجل رمي رمح الصيد على سمكة قرش بيضاء كبيرة بإرسالها إلى قبر مائي.
ازدادت رمزية اللون الأبيض التي قُدمت في هذه الرواية من خلال سترة الراوي، لتكتمل في رواية موبي ديك، إذ أصبحت «فراغًا» شاملًا. رسم مزيج من الصحافة والتاريخ والخيال، وعرضِ الكاتب لسلسلة من الشخصيات البارزة، واستعماله لاستعارة السفينة الشراعية بمثابة عالم مصغر، معالم روايته التالية موبي ديك.

## تفاصيل
أصبح العديد من طاقم المجندين على الفرقاطة التي خدم ملفيل على متنها شخصيات في رواية السترة البيضاء. ومن أبرزهم بطل رواية ملفيل جاك تشيس، وقائد منصة الصاري الرئيسية؛ وهو في الواقع، الإنجليزي جون جاي تشيس، البالغ من العمر 53 عامًا. قاتل تشيس في معركة نافارين وهرب من سفينة يو إس إس سانت لويس للقتال في سبيل الاستقلال البيروفي. يؤكد السجل عودة تشيس إلى الفرقاطة في 29 مايو من عام 1842، والعفو عنه بناءً على طلب سفير بيرو بعد تقديم تشيس للكثير من الخدمات لحكومة بيرو. تُعتبر شخصية محاسب السفينة من الشخصيات الحقيقية الأخرى (إدوارد فيتزجيرالد) التي أصبحت شخصيات في الرواية؛ مثل العديد من ضباط البحرية من مالكي العبيد. في أكتوبر من عام 1841، وبموافقة مكتوبة من وزير البحرية، أدخل فيتزجيرالد «خادمه» (عبده) روبرت لوكاس (كان في الواقع مدبّره الشخصي) بمنصب لاندسمان (رتبة تُعطى للمجندين البحريين) إلى الطاقم وجمع أجور لوكاس البالغ قدرها تسعة دولارات شهريًا. أصبح لوكاس في رواية السترة البيضاء خادمًا شخصيًا، وكان الشخص الوحيد على متن السفينة -باستثناء مدبر المستشفى والمعاقين- المعفى من الوجود في حشد المعاقبة.   

## روابط خارجية
- سترة بيضاء على موقع الموسوعة البريطانية (الإنجليزية)